# Estadio Ingeniero Hilario Sánchez
El estadio Ingeniero Hilario Sánchez es un estadio de fútbol ubicado en la ciudad de San Juan, provincia de San Juan, Argentina, inaugurado el 9 de septiembre de 1951. En él se disputan los partidos de fútbol que el San Martín de San Juan juega como local. Lleva ese nombre en honor al histórico exjugador y expresidente de la institución Hilario Sánchez.
El 16 de junio del 2007 San Martín logró el ascenso a la Primera División de Argentina por primera vez en su historia tras vencer a Huracán en San Juan. Su estadio, hasta ese entonces, contaba con una capacidad de 13.000 personas. La Comisión Directiva, comenzó apenas una semana después del ascenso la remodelación necesaria para recibir al Club Atlético San Lorenzo de Almagro, en la segunda fecha del Torneo Apertura. En poco más de un mes se construyó la nueva popular norte, con una capacidad para 8.500 personas. Además, se montaron veinte nuevas cabinas para la prensa, baños en los diferentes accesos y se reacondicionaron los vestuarios.
A partir de allí, se convirtió en el tercer estadio más importante de la región de Cuyo detrás del Estadio Malvinas Argentinas de Mendoza y del Estadio del Bicentenario de San Juan. Popular Norte 10.000 espectadores, Platea Este 6.500 espectadores, Platea Oeste 5.500 espectadores y Popular Sur 3.500 espectadores, dando una capacidad total de 25.500 espectadores.
El 26 de enero de 2010 albergó el partido amistoso en que la Selección de fútbol de Argentina, dirigida por Diego Maradona, se enfrentó a su par de Costa Rica.

## Galería

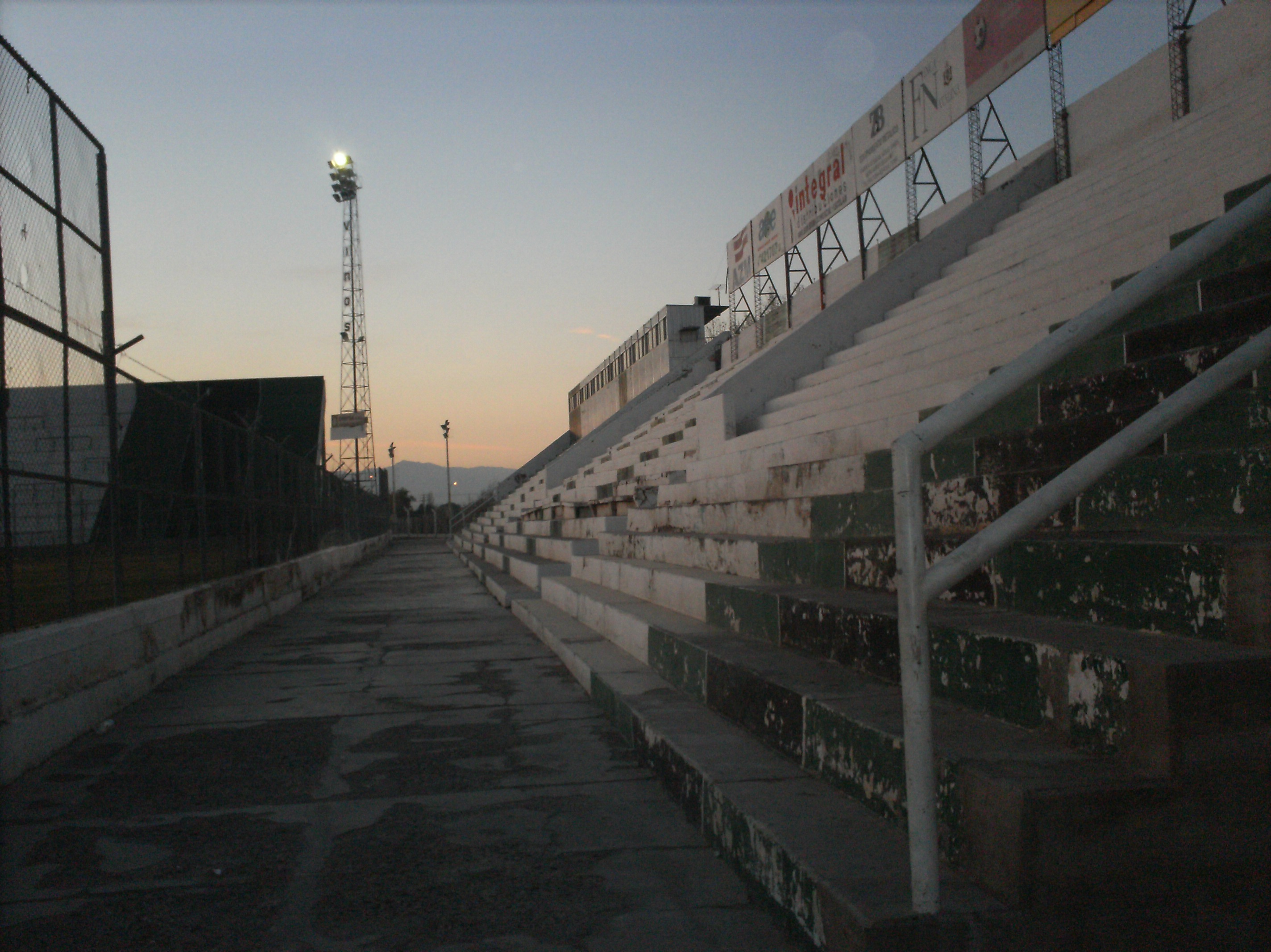
Platea Este en Atardecer Sanjuanino en el Estadio Ing. Hilario Sánchez.
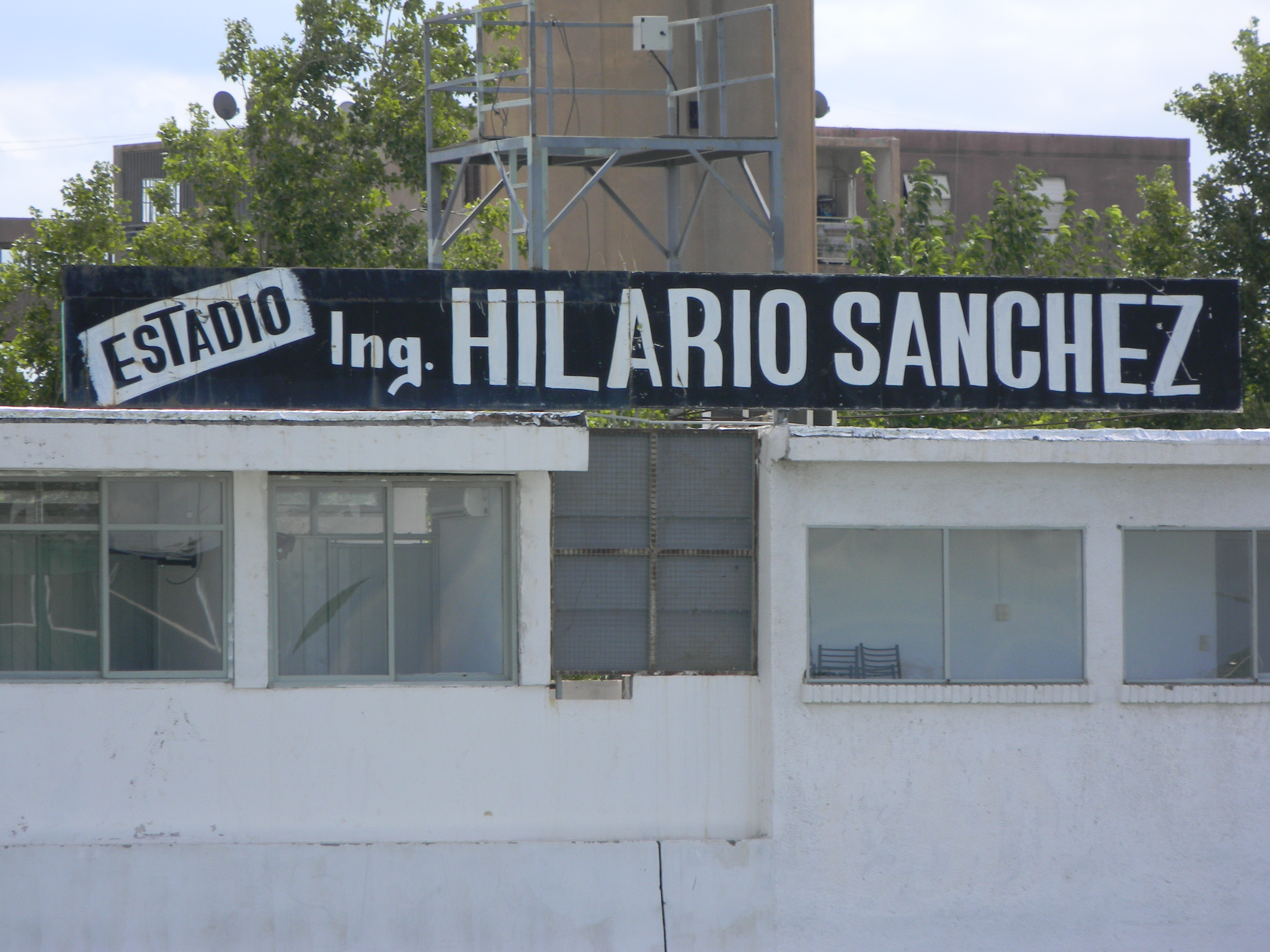
Marquesina del estadio.
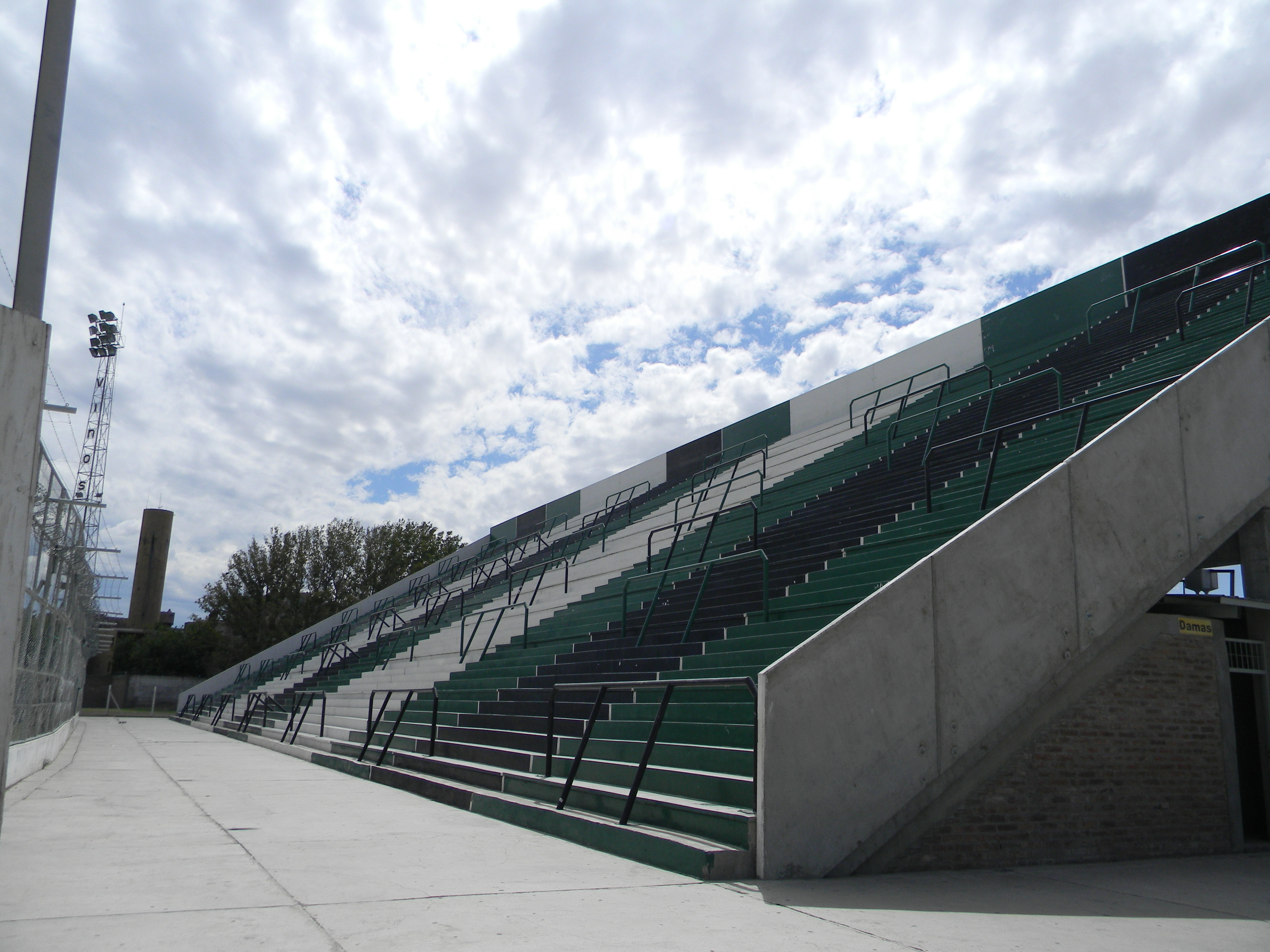
Popular norte, del estadio Ing. Hilario Sánchez.

## Capacidad
El estadio actualmente posee una capacidad aproximada de 26 500 espectadores.
| Grada                | Capacidad |
| -------------------- | --------- |
| Platea Este          | 6.500     |
| Platea Oeste Alta    | 1.500     |
| Platea Oeste Baja    | 4.000     |
| Popular Norte        | 10.000    |
| Popular Sur          | 3.500     |
| Total de localidades | 25.500    |